# Drahomîrceanî, Tîsmenîțea
Drahomîrceanî (în ucraineană Драгомирчани) este o comună în raionul Tîsmenîțea, regiunea Ivano-Frankivsk, Ucraina, formată numai din satul de reședință.

## Demografie
Componența lingvistică a comunei Drahomîrceanî
     Ucraineană (99,63%)
     Alte limbi (0,36%)
Conform recensământului din 2001, majoritatea populației comunei Drahomîrceanî era vorbitoare de ucraineană (99,63%), existând în minoritate și vorbitori de alte limbi.